# Heinrich Kirchner
Pour les articles homonymes, voir Kirchner.
Heinrich Kirchner né le 12 mai 1902 à Erlangen et mort le 3 mars 1984 à Seeon-Seebruck est un sculpteur allemand.

## Biographie
Heinrich Kirchner étudie la sculpture à l'Académie des beaux-arts de Munich et, à Paris, à l'École nationale supérieure des beaux-arts et à l'Académie Julian. Il apprend en autodidacte la technique de moulage du bronze à la cire perdue. En 1932, il devient directeur des ateliers pour la coulée de bronze à l'Académie des beaux-arts de Munich où il est professeur à partir de 1952. Heinrich Kirchner a participé à la documenta 2 à Cassel en 1959. Après sa retraite en 1970, il s'installe à Seeon-Seebruck, où il a construit lui-même une cabane de vieux pêcheur. 
Il est réputé pour la simplicité des formes humaines et animales de ses sculptures en bronze.

## Œuvres

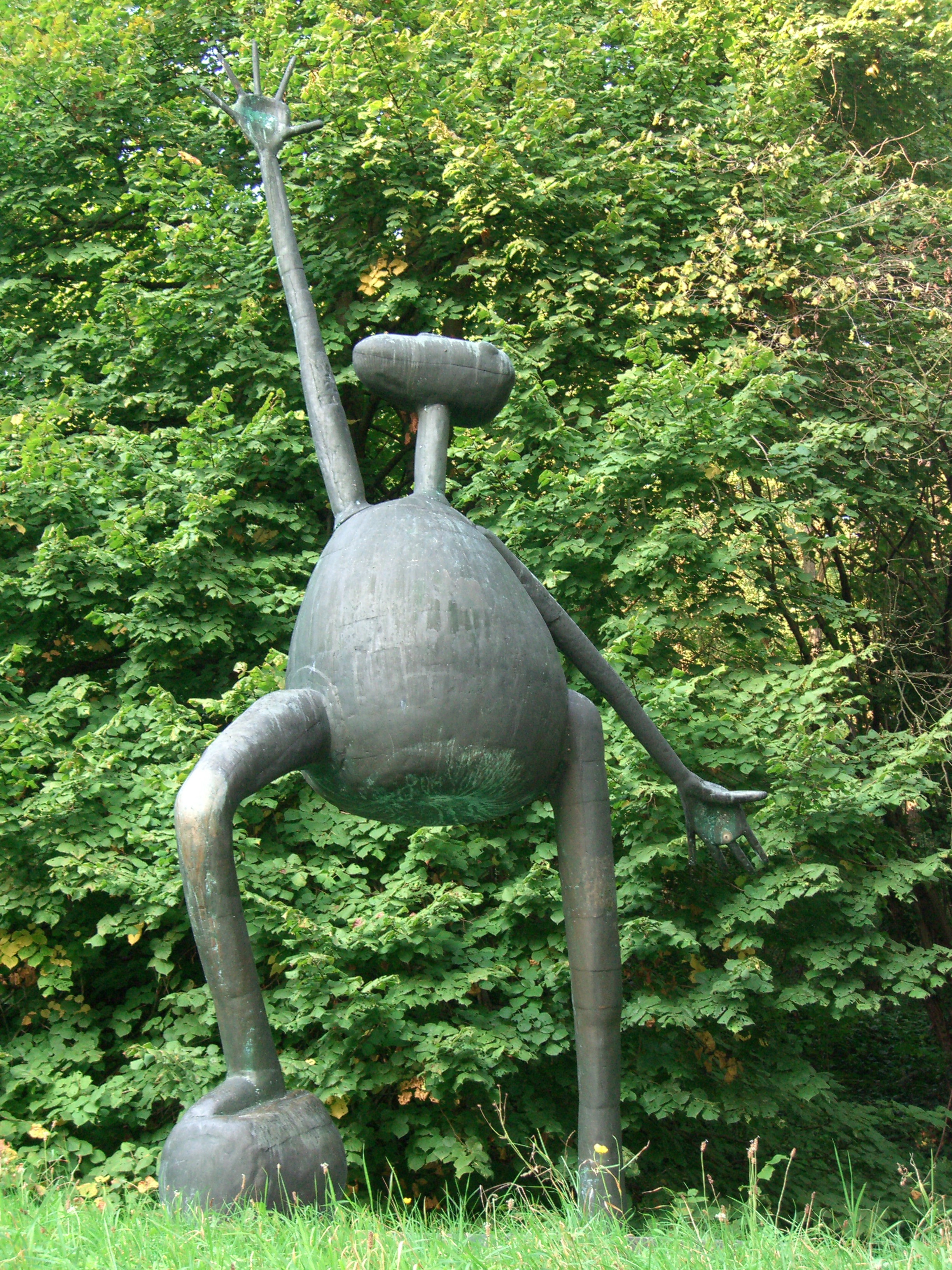
Prométhée, Erlangen.

## Collections publiques
- Berlin, Neue Nationalgalerie.
- Bielefeld, Kunsthalle.
- Brême, Kunsthalle.
- Cologne, musée Ludwig.
- Darmstadt, musée régional de la Hesse.
- Erlangen, collection municipale,
- Francfort, musée Städel.
- Freising, musée diocésain (de).
- Hambourg, Kunsthalle.
- Hanovre, Sprengel Museum Hannover.
- Kiel, Kunsthalle.
- Munich, Bayerisches Nationalmuseum.
- Oberhausen, galerie Ludwig du château d'Oberhausen.
- Wuppertal, musée Von der Heydt.

### Œuvres dans l'espace public
- Büchenbach, écoles, église.
- Cassel.
- Ensdorf.
- Erding, presbytère.
- Erlangen, jardin communal.
- Greifenberg, église.
- Munich, Anton-Fingerle-centre, archevêque du diocèse, Saint-Jean de Capistran, Cosimapark Munich.
- Prien am Chiemsee, zone piétonne.
- Ratisbonne.
- Rattenbach (Basse-Bavière).
- Röhrnbach.
- Rosenheim.
- Sankt Ottilien, (arrondissement de Landsberg am Lech), abbaye de Sainte-Odile.
- Seeon-Seebruck, rond-point ; piste cyclable Chiemsee.
- Traunstein, maison de retraite.
- Trostberg, hôpital.